# 谢衍
谢衍（1949年—2008年8月23日），浙江上虞人，中国电影导演谢晋之子。
谢衍年轻时曾在安徽农村插队落户，因显示出文艺天赋被调至县文工团，再后来到杭州市话剧团、浙江电影制片厂。1983年，赴美国学习电影，就读于纽约大学电影系。学成归来后，先后拍摄了根据白先勇短篇小说改编的影片《花桥荣记》、周迅初登银幕之作《女儿红》以及励志电影《牵手人生》。
2008年8月23日下午，谢衍因肝癌晚期在上海逝世。

## 作品
- 《女儿红》（1995年）
- 《花桥荣记》（1998年）
- 《髓緣》製作人兼導演（2002年）
- 《牵手人生》制片人（2006年）